# Kaleem Haitham
Kaleem Haitham (sinh ngày 4 tháng 6 năm 1998) là một cầu thủ bóng đá người Anh thi đấu cho Chichester City ở vị trí tiền vệ chạy cánh.

## Sự nghiệp câu lạc bộ
Sinh ra ở Portsmouth, Haitham thi đấu ở nhiều cấp độ trẻ của Portsmouth. Anh ký hợp đồng học bổng 2 năm vào ngày 4 tháng 7 năm 2014.
Haitham có màn ra mắt ngày 1 tháng 9 năm 2015, vào sân từ ghế dự bị thay cho đồng đội trẻ Brandon Haunstrup trong thất bại 0–2 trên sân khách tại Football League Trophy trước Exeter City.
Sau khi bị giải phóng bởi Pompey, Haitham gia nhập Folland Sports. Năm 2017, anh chuyển đến Chichester City.

## Thống kê sự nghiệp
Tính đến trận đấu diễn ra ngày 30 tháng 1 năm 2016.
| Câu lạc bộ           | Mùa giải | Giải vô địch | Giải vô địch | Cúp FA  | Cúp FA    | Cúp Liên đoàn | Cúp Liên đoàn | Khác    | Khác      | Tổng    | Tổng      |
| Câu lạc bộ           | Mùa giải | Số trận      | Bàn thắng    | Số trận | Bàn thắng | Số trận       | Bàn thắng     | Số trận | Bàn thắng | Số trận | Bàn thắng |
| -------------------- | -------- | ------------ | ------------ | ------- | --------- | ------------- | ------------- | ------- | --------- | ------- | --------- |
| Portsmouth           | 2015–16  | 0            | 0            | 0       | 0         | 0             | 0             | 1       | 0         | 1       | 0         |
| Wimborne Town (mượn) | 2015–16  | 3            | 0            | 0       | 0         | 0             | 0             | 0       | 0         | 3       | 0         |
| Tổng                 | Tổng     | 3            | 0            | 0       | 0         | 0             | 0             | 1       | 0         | 4       | 0         |